# Peter Stupel
Peter Isajew Stupel, bulgarisch Петър Исаев Ступел (* 27. April 1923 in Sofia, Bulgarien; † 30. November 1997, ebenda) war ein bulgarischer Komponist.

## Leben
Peter Isajew Stupel schloss 1947 sein Musikstudium bei Andrej Stojanow an der Nationalen Musikakademie „Prof. Pantscho Wladigerow“ ab. Anschließend studierte er von 1949 bis 1951 bei Leó Weiner und Pál Kadosa an der Franz-Liszt-Musikakademie in Budapest. Nach seiner Rückkehr nach Bulgarien fand er Arbeit beim Radiosender Radio Sofia und als Assistent der Sinfonieorchester seiner früheren Musikakademie. Von 1953 bis 1965 arbeitete er als Komponist beim Ensemble der Armeeband. Für fünf Jahre war er von 1967 bis 1972 Musikdirektor beim Bulgarischen Fernsehen. Als Leiter des Festivals Sofiaer Musikwochen war er von 1980 bis zu seinem Tod verantwortlich.
Seit Mitte der 1950er Jahre war Stupel als Filmkomponist tätig. So schrieb er die Musik zu Filmen wie Die ganze Stadt sucht Vera, Männer auf Dienstreise und Manöver im 5. Stock. Außerdem war er als Songwriter für mehrere Kinderlieder und Popsongs verantwortlich. Er schrieb ein Musical, zwei Operetten und ein Kinderballett.
Stupel war bis zu seinem Tod mit der Opernsängerin Lidija Stupel verheiratet. Sie hatten einen gemeinsamen Sohn, den Komponisten Juri Stupel.

## Filmografie (Auswahl)
- 1956: Die ganze Stadt sucht Vera (Точка първа)
- 1956: Liebe, Auto und Musik (Две победи)
- 1961: Keine Chance für Spione (Краят на пътя)
- 1961: Viel Glück, Ani (Будь счастлива, Ани)
- 1962: Meister in allen Fächern (Специалист по всичко)
- 1965: Die antike Münze (Старинната монета)
- 1968: Der erste Kurier (Първият куриер)
- 1969–1972: An jedem Kilometer (На всеки километър, Fernsehserie, unbekannte Anzahl an Folgen)
- 1969: Männer auf Dienstreise (Мъже в командировка)
- 1972: Ferien am Meer (С деца на море)
- 1974: Unverhoffte Prüfungen (Изпити по никое време)
- 1985: Manöver im 5. Stock (Маневри на петия етаж)